# ولدا (کانزاس)
ولدا (به انگلیسی: Welda) یک منطقهٔ مسکونی در ایالات متحده آمریکا است که در شهرستان اندرسون، کانزاس واقع شده‌است. ولدا ۲٫۴۲ کیلومتر مربع مساحت و ۱۲۹ نفر جمعیت دارد و ۳۳۵٫۲۸ متر بالاتر از سطح دریا واقع شده‌است.